# Deltorhinum guyanensis
Deltorhinum guyanensis là một loài bọ cánh cứng trong họ Bọ hung (Scarabaeidae).